# Museo de la ciudad de Zagreb
El Museo de la ciudad de Zagreb (en croata:  Muzej grada Zagreba) situado en la calle 20 Opatička, fue establecido en 1907 por la Asociación de la Hermandad del Dragón de Croacia. Se encuentra en un complejo monumental restaurado (Popov Toranj, el Observatorio) del antiguo Convento de las Clarisas, que data de 1650. El Museo se ocupa de temas de la historia cultural, artística, económica y política de la ciudad que abarca desde hallazgos romanos hasta la época moderna.
|                                |
| Objetos expuestos en el museo. |

|             |
| Exposición. |